# Greg Dawes
Gregory (Greg) Dawes  , nacido en 1957, es un crítico literario estadounidense y profesor de la Universidad Estatal de Carolina del Nort. Dawes ha publicado extensamente sobre estudios culturales latinoamericanos y sobre crítica literaria. Es el editor de A Contracorriente, una revista académica dedicada a los estudios culturales latinoamericanos.

## Vida personal y educación
Dawes recibió su B.A. y M.A. en Español de la Universidad del Norte de Iowa, y su Ph.D. en literaturas y Lenguas Romances, centrándose en la literatura latinoamericana, de la Universidad de Washington. Actualmente es profesor de literatura y cultura latinoamericanas en la Universidad del Estado de Carolina del Norte, donde también edita la revista electrónica A Contracorriente.

## Controversia
Dawes es uno de los académicos nombrados por el escritor neoliberal David Horowitz en su libro titulado The Professors: The 101 Most Dangerous Academics in America, publicado en 2006. Otros académicos incluidos en el libro de Horowitz son el legendario profesor de lingüística del MIT Noam Chomsky y el teórico de la postmodernidad de la Universidad de Duke, Fredric Jameson.

## Libros selectos
Entre las publicaciones de Dawes destacan:
- Aesthetics and Revolution: Nicaraguan Poetry, 1979-1990. Minneapolis: University of Minnesota Press, 1993. ISBN 0-8166-2146-2.
- Verses Against the Darkness: Pablo Neruda’s Poetry and Politics. Lewisburg]]: Bucknell University Press, 2006. ISBN 0-8387-5643-3.
- Mario Benedetti, escritor uruguayo contemporáneo: estudios sobre su compromiso literario y político / Mario Benedetti, Contemporary Uruguayan Author: Studies on His Literary and Political Commitments. Lewiston: Edwin Mellen Press, 2008. ISBN 0-7734-5202-8.
- Poetas ante la modernidad: las ideas estéticas y políticas de Huidobro, Vallejo, Neruda y Paz (en proceso de publicación por Editorial Fundamentos).[3]